# قرار مجلس الأمن التابع للأمم المتحدة رقم 379
قرار مجلس الأمن التابع للأمم المتحدة رقم 379 الصادر في 2 نوفمبر 1975 نظر في تقرير الأمين العام المتعلق بالوضع في الصحراء الغربية. وأعاد المجلس التأكيد على القرار 377 وقرار الجمعية العامة رقم 1514 وأشار بقلق إلى خطورة الوضع.
يحث القرار جميع الأطراف المعنية والمهتمة لتجنب أي عمل قد يؤدي إلى تصعيد التوتر في المنطقة، كما طلب من الأمين العام مواصلة وتكثيف مشاوراته مع الأطراف المعنية وتقديم تقرير في أقرب وقت ممكن.